# スタニスワフ・コストカ・ポトツキ

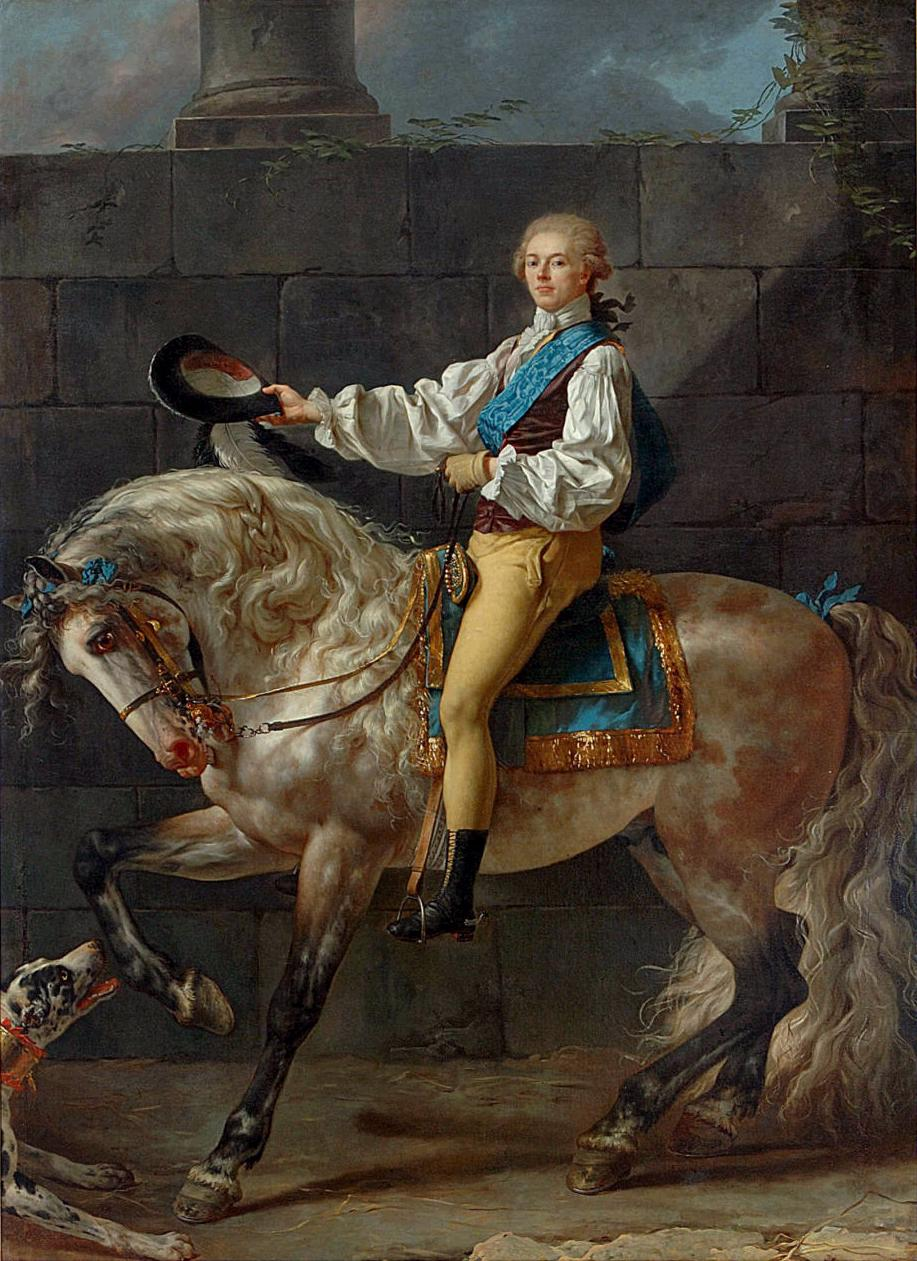
「スタニスワフ・ポトツキ伯爵の肖像」ジャック＝ルイ・ダヴィッド画

スタニスワフ・コストカ・ポトツキ（ポーランド語：Stanisław Kostka Potocki、1755年11月 - 1821年9月14日）は、ポーランド・リトアニア共和国の貴族、政治家、作家、芸術の支援者、美術収集家、伯爵。イグナツィ・ポトツキの弟。

## 生涯
ルヴフの代官でリトアニア砲兵隊長官だったエウスタヒ・ポトツキ伯爵（フェリクス・カジミェシュ・ポトツキの孫）の四男として生まれ、1776年6月2日に王冠領宮内長官スタニスワフ・ルボミルスキ公の三女アレクサンドラ（アダム・カジミェシュ・チャルトリスキ公の姪）と結婚した。兄イグナツィもアレクサンドラの長姉と結婚しており、この二重結婚はポトツキ家とチャルトリスキ家の指導する党派「ファミリア」との結びつきを築くものであった。
ポトツキは1780年にローマを訪れた際、画家ジャック＝ルイ・ダヴィッドに肖像画を描かせた。彼は兄と同じくワルシャワの貴族学院を卒業し、後にヴィラヌフでポーランドの文学と芸術を学んだ。ポトツキは1781年から1784年まで王冠領副大膳官を、1792年より王冠領陸軍中将を務め、また4年議会においてもルブリン選出代議員として出席し、「愛国派」の指導者の一人として活動した。中将として5月3日憲法を守る「護憲戦争」であったロシア・ポーランド戦争にも参加したが、共和国側が敗れると国外に亡命し、1797年に帰国した。
ポトツキは1800年、「科学友の会」の共同設立者となった。1807年にナポレオン・ボナパルトによってワルシャワ公国が建国されると、ポトツキは統治委員会の委員の一人となり、教育部門（1810年に国民教育委員会に昇格）の責任者（文部大臣）に任じられ、初等教育の充実に力をそそいだ。1809年には、彼は国家評議会および大臣評議会の議長（事実上の宰相）となった。公国が消滅してポーランド会議王国が成立した後も、1818年より1820年まで元老院議長を務めたが、政教分離主義を主張した際に保守派と教会にうとまれて罷免された。
ポトツキは若い頃にイタリアで古代遺跡の発掘活動にいそしんでおり、1779年にはラウレントゥムで、1785年から1786年まではノーリで発掘に従事した。彼はまた芸術、特に絵画や挿絵つきのアンティーク陶磁器の収集で知られた。ポトツキのコレクションは1805年にヴィラヌフで公開されたが、これはポーランドにおける初期の美術館の一つであった。ポトツキは元老院議長職を追われた翌年の1821年9月14日に死去し、ヴィラヌフの教会に埋葬された。

## 叙勲
- 白鷲勲章…1781年
- 聖スタニスワフ勲章
- 聖ルドヴィク勲章
- レジョン・ドヌール勲章